# Liber spectaculorum
El Liber spectaculorum es una obra del escritor hispanorromano Marcial que forma parte de sus epigramas.

## Publicación y composición
Fue publicado en el año 80 tras las celebraciones por la inauguración del Coliseo. Constituye el libro primero de su producción poética.
El libro está formado por treinta y dos epigramas, en dísticos elegíacos, veintisiete de ellos hacen descripciones de los juegos ofrecidos por Tito en el año 80 y cinco de ellos hacen referencia a los juegos de Domiciano del año 84 u 85, por lo que fueron añadidos con posterioridad.
Gracias a esta obra de Marcial se conocen muchos de los acontecimientos que se desarrollaron en los cien días que duraron las celebraciones, entre ellas representaciones, luchas contra animales, munera gladiatoria y naumaquias.